# Мукумбилва, Жорж
Жорж Мукумбилва (англ. Georges Mukumbilwa, родился 23 сентября 1999 года, Калима, Маниема, ДР Конго) — конголезский и канадский футболист, защитник клуба канадской премьер-лиги «Пасифик».
Представлял Канаду на международном юношеском уровне.

## Биография

### Ранние годы
Ранние годы Мукумбилва родился в Калиме, Демократическая Республика Конго, но вырос в лагере беженцев в Руанде, куда бежала его семья, спасаясь от гражданской войны в своей родной стране. Начал играть в футбол в возрасте 6 лет.
Когда ему было 13 лет он вместе с матерью и двумя братьями переехал в Виннипег, Канада, где продолжил заниматься футболом в составе команды «Портедж Трэйл».
В «Портедж Трэйл» играл на позиции полузащитника. После успешного сезона 2014 был признан игроком года в возрастной группе от 14 до 16 лет. В своей команде назначен помощником капитана команды. Также он играл за сборную провинции Манитоба в возрастной группе до 15 лет. В составе этой команды принимал участие в Турнире Тихоокеанского побережья (англ. Pacific Coast Challenge). Был включён в символическую сборную турнира.
В 2014 году Мукумбилва попал в академию футбольного клуба «Ванкувер Уайткэпс». Выступая за команду академии, Мукумбилва за 3 сезона провел 84 матча регулярного сезона (74 в стартовом составе) и отметился 20 голами, а также 12 матчей (9 в стартовом составе) плей-офф.
2 сентября 2016 года он был вызван в дублирующий состав «Уайткэпс» на матч 2-го тура Чемпионшип ЮСЛ, но на поле не появился.

### Клубная карьера
В августе 2019 года Мукумбилва в качестве канадского игрока подписал контракт с футбольным клубом MLS «Ванкувер Уайткэпс», после того как ранее в этом году принял участие в предсезонном сборе команды.
6 октября 2019 года Мукумбилва провел свой первый матч в MLS, выйдя на замену на 80-й минуте в матче с «Реал Солт-Лейк», матч закончился со счетом 1:0 в пользу клуба из Юты.
В сезоне 2020 года он не принял участия ни в одном матче из-за проблем с визой США, где «Уайткэпс» в связи с пандемией COVID-19 провели большую часть сезона.
В следующий раз на поле в составе «Ванкувера» он появился только 30 ноября 2020 года, а генеральный директор «Уайткэпс» Аксель Шустер заявил, что Джордж покинет клуб и перейдёт в команду, в которой сможет играть постоянно.
В 2021 году он прошел испытательный срок в клубе канадской премьер-лиги «Валор».
В марте 2022 года Мукумбилва подписал контракт с командой канадской премьер-лиги «Пасифик», в которой провёл предсезонные сборы. В своем первом сезоне он помог клубу выйти в плей-офф. В сентябре 2023 года он подписал контракт на сезон 2024 года с правом продления до 2025 года. После сезона 2024 года клуб продлил его на 2025 год.

### Международная карьера
В 2016 году вызывался в состав молодёжной сборной Канады.

## Статистика
| Клуб              | Сезон            | Регулярный сезон       | Регулярный сезон | Регулярный сезон | Плей-офф | Плей-офф | Кубок | Кубок | Континентальный кубок | Континентальный кубок | Всего | Всего |
| Клуб              | Сезон            | Лига                   | Игры             | Голы             | Игры     | Голы     | Игры  | Голы  | Игры                  | Голы                  | Игры  | Голы  |
| ----------------- | ---------------- | ---------------------- | ---------------- | ---------------- | -------- | -------- | ----- | ----- | --------------------- | --------------------- | ----- | ----- |
| Ванкувер Уайткэпс | 2019             | MLS                    | 1                | 0                | -        | -        | 0     | 0     | -                     | -                     | 1     | 0     |
| Ванкувер Уайткэпс | 2020             | MLS                    | 0                | 0                | -        | -        | -     | -     | -                     | -                     | 0     | 0     |
| Ванкувер Уайткэпс | Всего            | Всего                  | 1                | 0                | 0        | 0        | 0     | 0     | 0                     | 0                     | 1     | 0     |
| Пасифик           | 2022             | Канадская премьер-лига | 17               | 0                | 1        | 0        | 0     | 0     | 2                     | 0                     | 20    | 0     |
| Пасифик           | 2023             | Канадская премьер-лига | 21               | 0                | 3        | 0        | 3     | 0     | -                     | -                     | 27    | 0     |
| Пасифик           | 2024             | Канадская премьер-лига | 11               | 0                | 0        | 0        | 2     | 0     | -                     | -                     | 13    | 0     |
| Пасифик           | Всего            | Всего                  | 49               | 0                | 4        | 0        | 5     | 0     | 2                     | 0                     | 60    | 0     |
| Всего за карьеру  | Всего за карьеру | Всего за карьеру       | 50               | 0                | 4        | 0        | 5     | 0     | 2                     | 0                     | 61    | 0     |